# Obra de drenaje

Obra de drenaje transversal con cabecera segura en Bromsgrove, Inglaterra

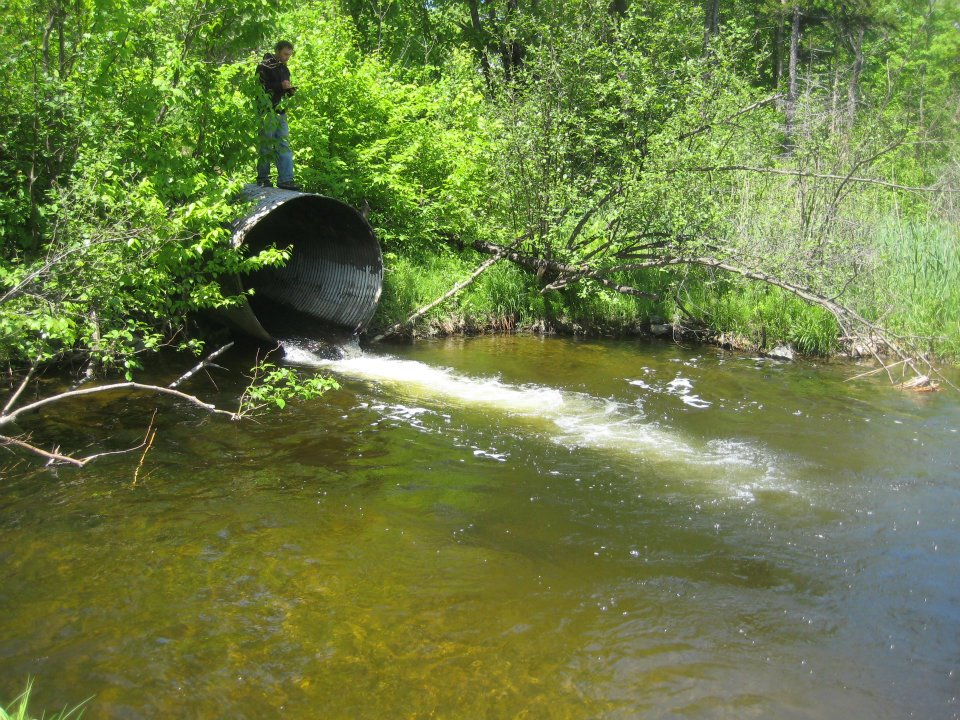
Obra de drenaje transversal de acero con una piscina de inmersión debajo

Una obra de drenaje transversal en el río Monterroso

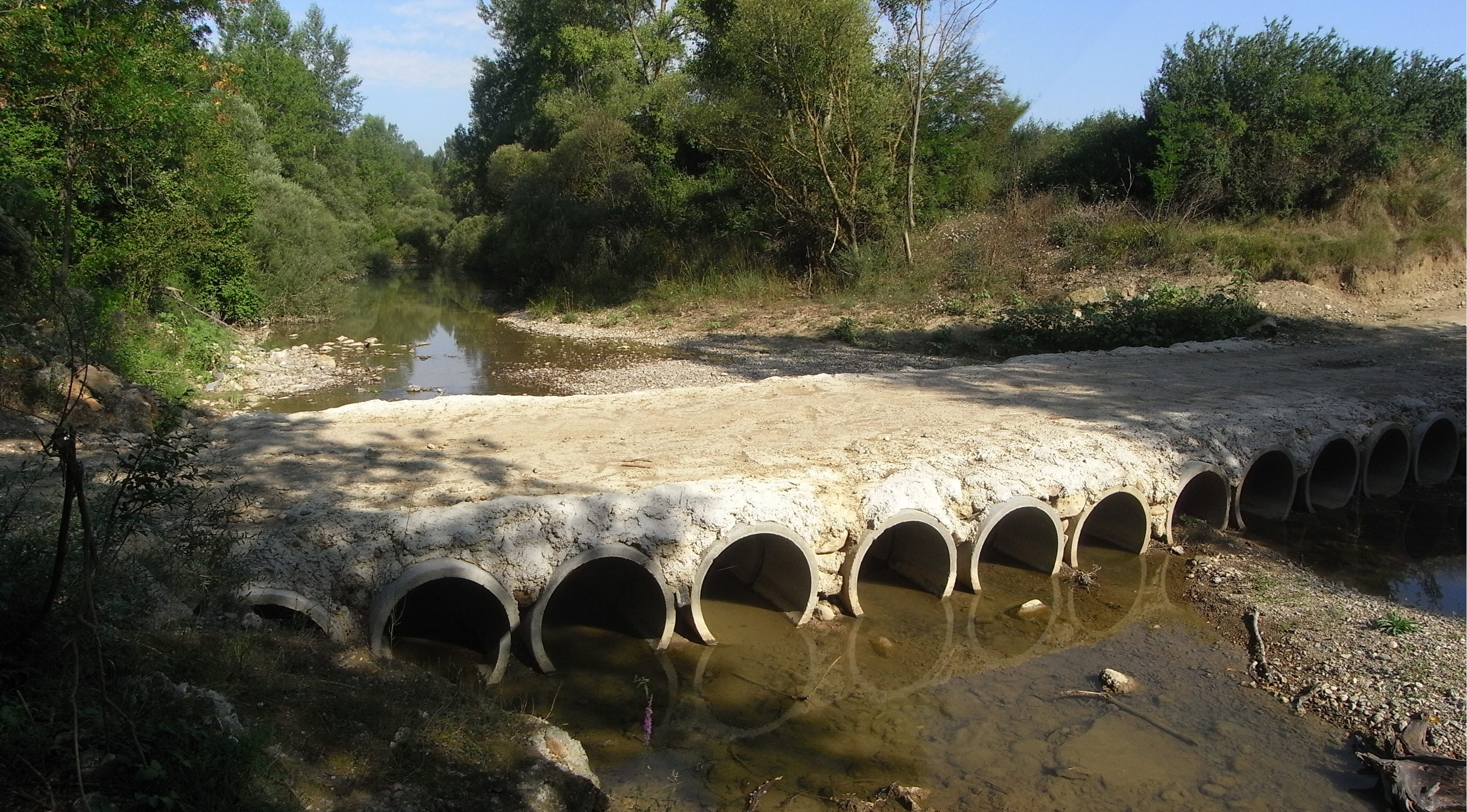
Una obra de drenaje transversal múltiple, en Italia.

Una obra de drenaje transversal, obra de drenaje, obra de paso,  ODT, culvert o cajón pluvial son conductos por los cuales cruza el agua u otros líquidos, debajo de la vía de un costado al otro restituyendo la continuidad de la trayectoria de los cauces interceptados principalmente por las obras lineales: carreteras, ferrocarriles y otros. Pueden ser circulares, rectangulares o cuadrados. Las últimas también llamadas tipo cajón o box culvert. Por lo general, están empotrados en la tierra, una obra de drenaje transversal o culvert puede estar hecha de una tubería, hormigón armado u otro material.
Las obras de drenaje transversal se usan comúnmente como desagües transversales para aliviar el drenaje de cunetas a los lados del camino y para pasar agua debajo de un camino en el drenaje natural y los cruces de arroyos. Cuando se encuentran debajo de las carreteras, con frecuencia están vacíos. Una obra de drenaje transversal también puede ser una estructura similar a un puente diseñada para permitir que el tráfico de vehículos o peatones cruce la vía fluvial mientras permite un paso adecuado para el agua. Una ODT se compone de una embocadura de entrada, uno o varios tramos soterrados, una embocadura de salida y conexiones entre estos elementos.
Las obras de drenajes transversal vienen en muchos tamaños y formas, incluyendo construcciones redondas, elípticas, de fondo plano, de fondo abierto, en forma de pera y en forma de caja. La selección del tipo y la forma de la obra de drenaje transversal se basa en una serie de factores, incluidos los requisitos de rendimiento hidráulico, las limitaciones en la elevación de la superficie del agua aguas arriba y la altura del terraplén de la calzada. Por definición, las obras de drenaje transversal tienen un ancho libre de menos de 2 metros y, por lo tanto, se diferencian de los pasos elevados y los puentes.

## Evolución

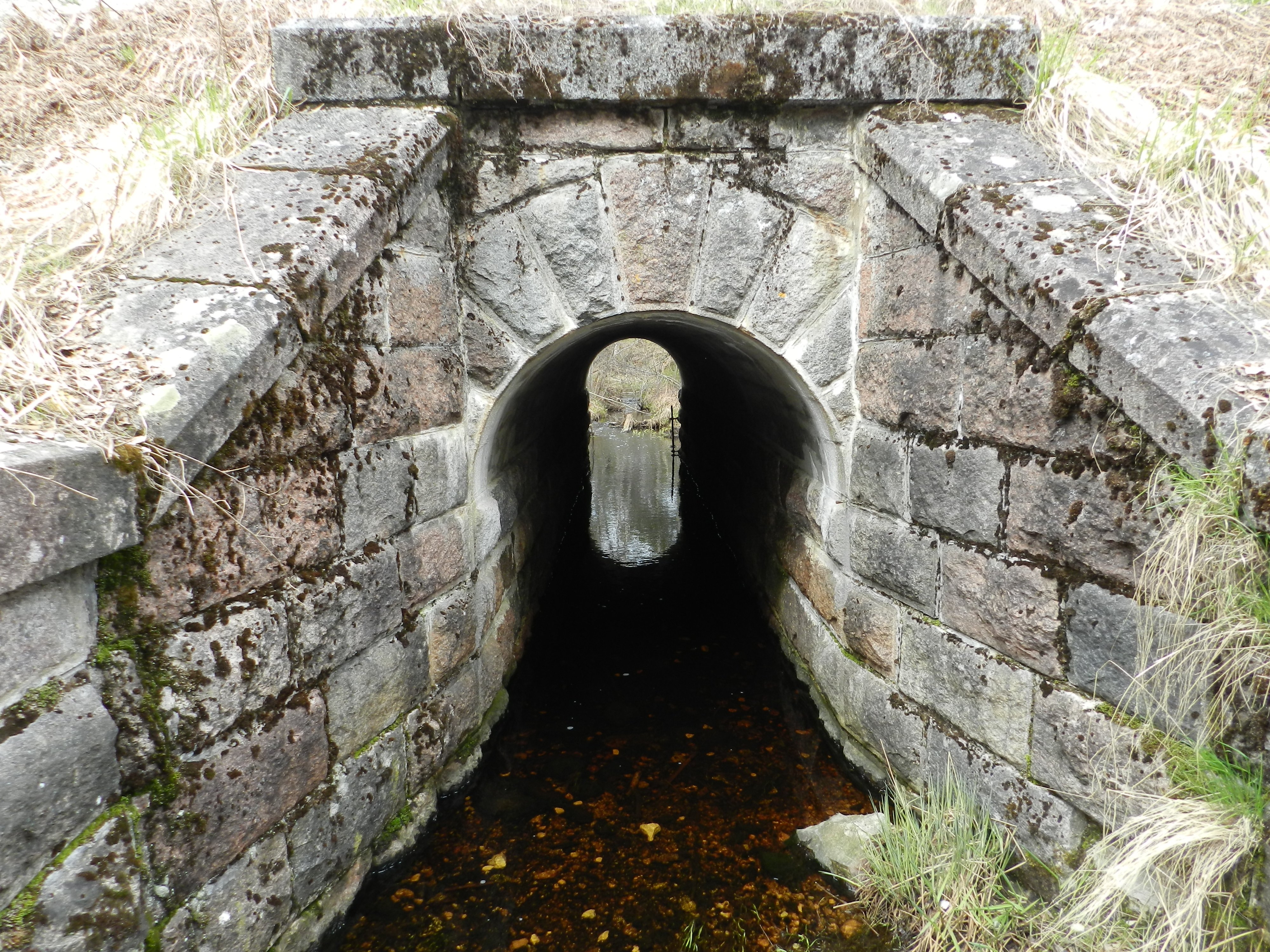
Obra de drenaje transversal de piedra en Haapsalu, Estonia

Originalmente, las obras de drenaje transversal se denominaban alcantarillas, y se empleaban tres formas geométricas para construirlas: circular, rectangular y abovedada. Las circulares estaban constituidas por tubos de hormigón en masa de reducidas dimensiones. Las rectangulares, alcanzaban dimensiones mayores a las de los tubos. Finalmente, las abovedadas, realizadas comúnmente de fábrica de ladrillo, alcanzaban grandes dimensiones, hasta incluso tener la envergadura de puentes pequeños. Posteriormente, se utilizó el acero corrugado, el cual permitía tanto las formas circulares como las abovedadas, aunque este material está cayendo en desuso en España. En la actualidad, predominan las obras de drenaje transversal realizadas en hormigón armado, tanto circulares como rectangulares (marcos) o abovedadas (bóvedas), construidas bien in situ o bien prefabricadas.

## Materiales
La obra de drenaje transversal se puede construir con una variedad de materiales, incluyendo el concreto colado en el lugar o prefabricado (reforzado o no reforzado), acero galvanizado, aluminio o plástico (generalmente polietileno de alta densidad). Se pueden combinar dos o más materiales para formar estructuras compuestas. Por ejemplo, las estructuras de acero corrugado de fondo abierto a menudo se construyen sobre cimientos de hormigón.

## Tipos

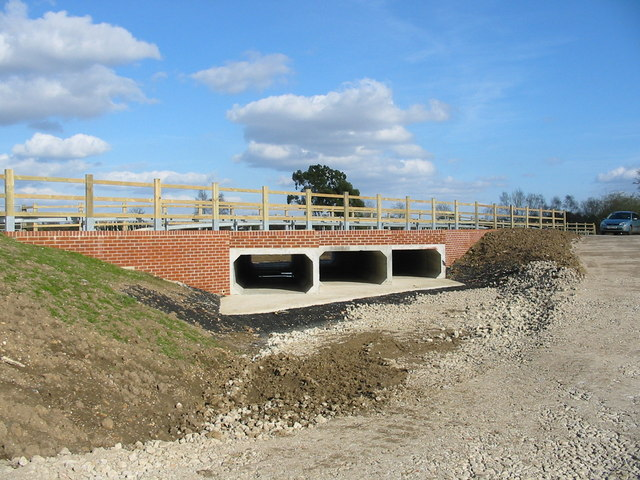
Obra de drenaje transversal de cajón de hormigón o box culvert.

Los drenajes vienen en varias formas y medidas, incluyendo las redondas, elípticas, de fondo plano, en forma de pera o de caja. 

## Diseño e ingeniería

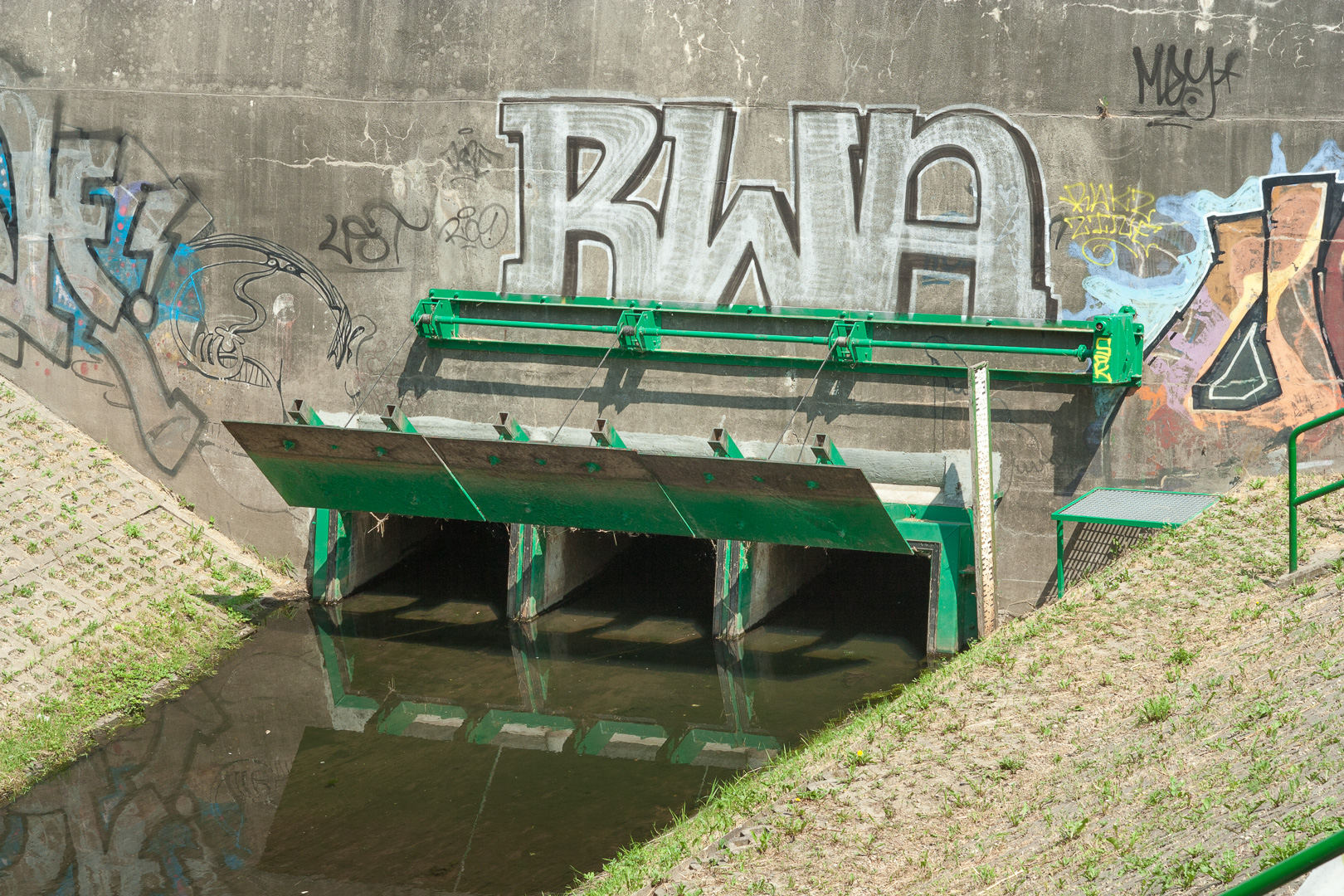
Una obra de drenaje transversal bajo un dique del río Vístula y una calle en Varsovia.

La construcción o instalación en un sitio de obra de drenaje transversal generalmente resulta en la alteración del suelo del sitio, de los bancos de arroyos, o del lecho de los arroyos, lo que puede resultar en la aparición de problemas no deseados como socavación de huecos o derrumbes de bancos adyacentes a la estructura de la ODT.
Las obras de drenaje transversal deben tener el tamaño y la instalación adecuados, y deben protegerse de la erosión y la socavación. Muchas agencias estadounidenses como la Administración Federal de Carreteras, Oficina de Administración de Tierras, y la Agencia de Protección Ambiental de Estados Unidos, así como autoridades estatales o locales, exigin que las obras de drenaje transversal se diseñen para cumplir con las normas y pautas federales, estatales o locales específicas para garantizar el funcionamiento adecuado y proteger contra fallos.
Las obras de drenaje transversal se clasifican por estándares según sus capacidades de carga, capacidades de flujo de agua, vida útil y requisitos de instalación para el lecho y el relleno. La mayoría de las agencias se adhieren a estos estándares al diseñar, diseñar y especificar obras de drenaje transversal.

### Funcionalidad
Las obras de drenaje transversal se construyen de acuerdo al caudal de referencia que se espera que reciban (establecido por el período de retorno) y al riesgo de obstrucción que pueda presentarse por los cuerpos arrastrados por la corriente. El buen funcionamiento de una obra de drenaje se basa en que la velocidad que el agua alcanza en su interior no supere el umbral que provoque al desaguar la erosión del cauce, que el nivel del agua no alcance la infraestructura lineal que atraviesa el cauce, y que la inundación que provoca la disposición de la obra de drenaje sea admisible (no tenga consecuencias catastróficas).

## Ubicación e implantación
Los ríos, arroyos, barrancos, vaguadas, etc., son interceptados por las obras lineales; es por tanto lógico que la disposición de las obras de drenaje transversal se efectúe en cada una de las interrupciones que se produzcan sobre la red de drenaje natural existente en el terreno. De esta manera, se restituye el funcionamiento natural de los cauces con la mínima interferencia posible.
Al margen de la geometría del cauce, y de las formas de su recorrido, las obras de drenaje transversal cruzan las infraestructuras lineales con su eje en dirección recta, ya sea perpendicular o esviada respecto a la carretera, tratando de hacer coincidir el desagüe con el cauce natural. En lo que respecta a la pendiente interior del conducto, las obras de drenaje transversal se suelen construir tratando de ajustarse al perfil longitudinal del lecho del cauce.